# Paffrather Kalkmulde
Die Paffrather Kalkmulde, auch Bergisch Gladbach-Paffrather Mulde, Gladbach-Paffrather Mulde, Gladbach-Paffrather Kalkmulde oder auch Paffrather Kalksenke genannt, ist eine geologische Muldenstruktur, die zum Großteil auf dem Stadtgebiet von Bergisch Gladbach liegt. 
Sie ist laut dem Handbuch der naturräumlichen Gliederung Deutschlands eine naturräumliche Einheit mit der Ordnungsnummer 338.23 und zählt zu der Südbergischen Hochfläche (338.2) innerhalb der Bergischen Hochflächen (338). Benannt ist die Mulde nach dem Bergisch Gladbacher Stadtteil Paffrath.

## Beschreibung
Die Paffrather Kalkmulde erstreckt sich als Dreieck mit der größeren Länge zwischen Kürten (Westliche Teile der Ortsbereiche Biesfeld, Blissenbach, Dürscheid, Lenzholz, Miebach und Spitze) im Osten und Katterbach im Westen. Dort grenzt sie unmittelbar an den Kölner Stadtteil Köln-Dünnwald. Die kleinere Länge hat sie zwischen Lustheide im Bereich des Kinderdorfs Bethanien im Süden und Seelsheide (Katterbach) im Norden. Im Norden zählen auch die südlichen Teile der Odenthaler Ortsbereiche um Altehufe und Eikamp zu der Kalkmulde. Am Südrand grenzt die Mulde im Bereich des Milchborntals an das Variszische Gebirge. Hier überdecken unterdevonische Schichten das Oberdevon der südlichen Muldenflanke. Im Westen bildet die tertiäre Bruchlinie des Rheintals die Begrenzung.
Die Strunde zerteilt die Mulde, die auch an der Oberfläche als Geländevertiefung wahrnehmbar ist, in zwei ungleich große Flügel. Im äußersten Nordosten wird die Mulde vom Dürschbachtal durchquert. Sie senkt sich dabei um ca. 40 bis 60 Meter in das umgebende Bergland ein und besitzt dabei eine mittlere Höhe von 160 bis 200 Meter.
Die Paffrather Kalkmulde wird naturräumlich von der Bechener Hochfläche (Nr. 338.21) im Norden, von der Kürtener Hochfläche (Nr. 338.220) und der Bärbroicher Höhe (Nr. 338.224) im Osten, von der Sülzhochfläche (Nr. 338.41) und im Süden dem Bensberg-Forsbacher Gebirgsrand (Nr. 338.40) umschlossen. Im Westen grenzt die Niederrheinische Bucht an.

## Landschaft

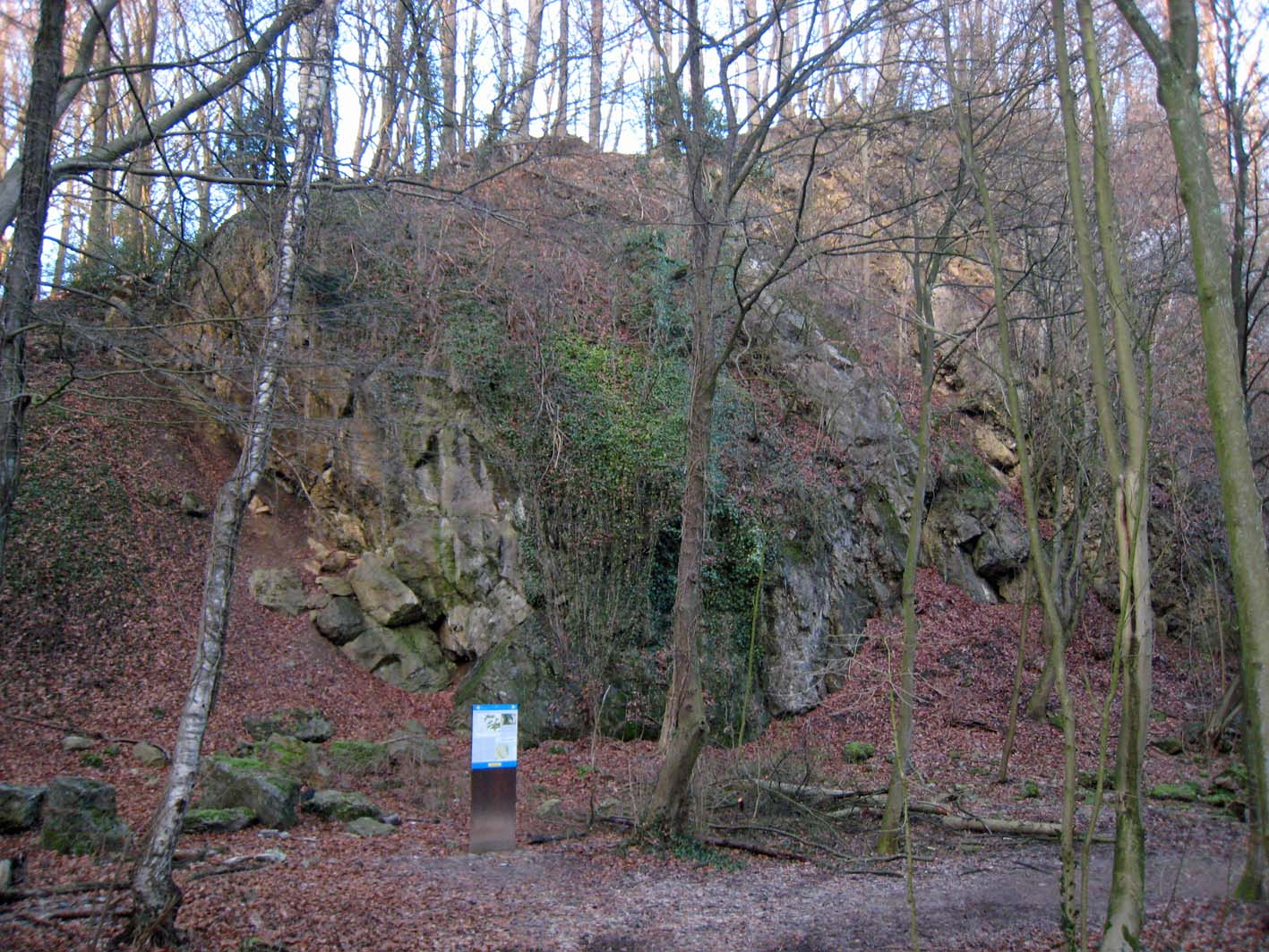
Vorderseite des Riffs In der Schlade im Stadtteil Hebborn in Bergisch Gladbach

Landschaftlich bestimmen offenes und häufiges Grünland mit einzelnen kleinen Waldarealen und Obstanbaugebiete das Aussehen des Naturraums. An den Steilhängen des Strundetals dominiert Rotbuchenwald. Der Bachlauf der Strunde begünstigte die Ansiedlung von protoindustriellen gewerblichen Anlagen, die als Wurzel der Bergisch Gladbacher Industrie zu gelten haben.

## Geologie und Böden

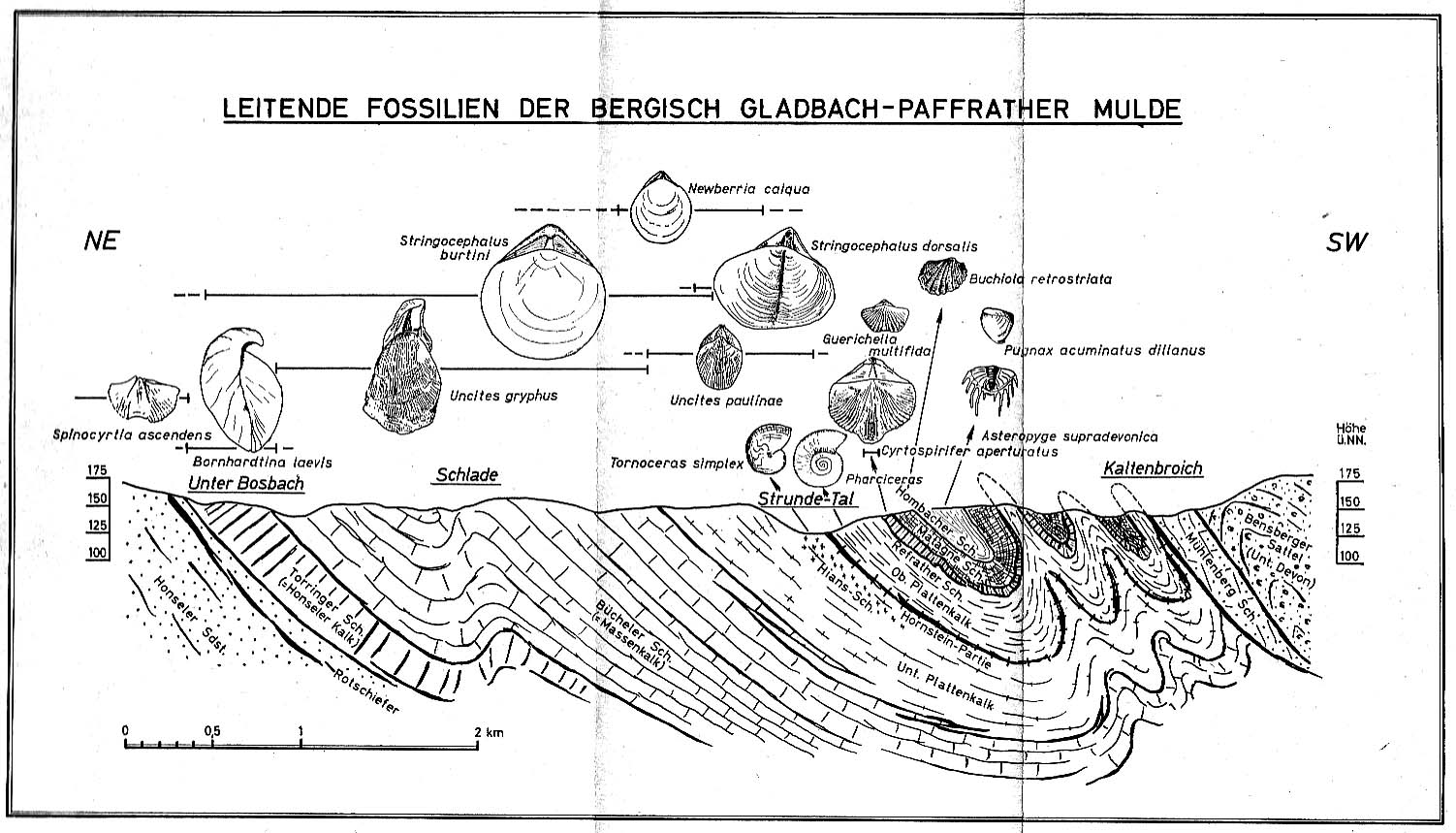
Seigerriss der Paffrather Kalkmulde nach Ulrich Jux

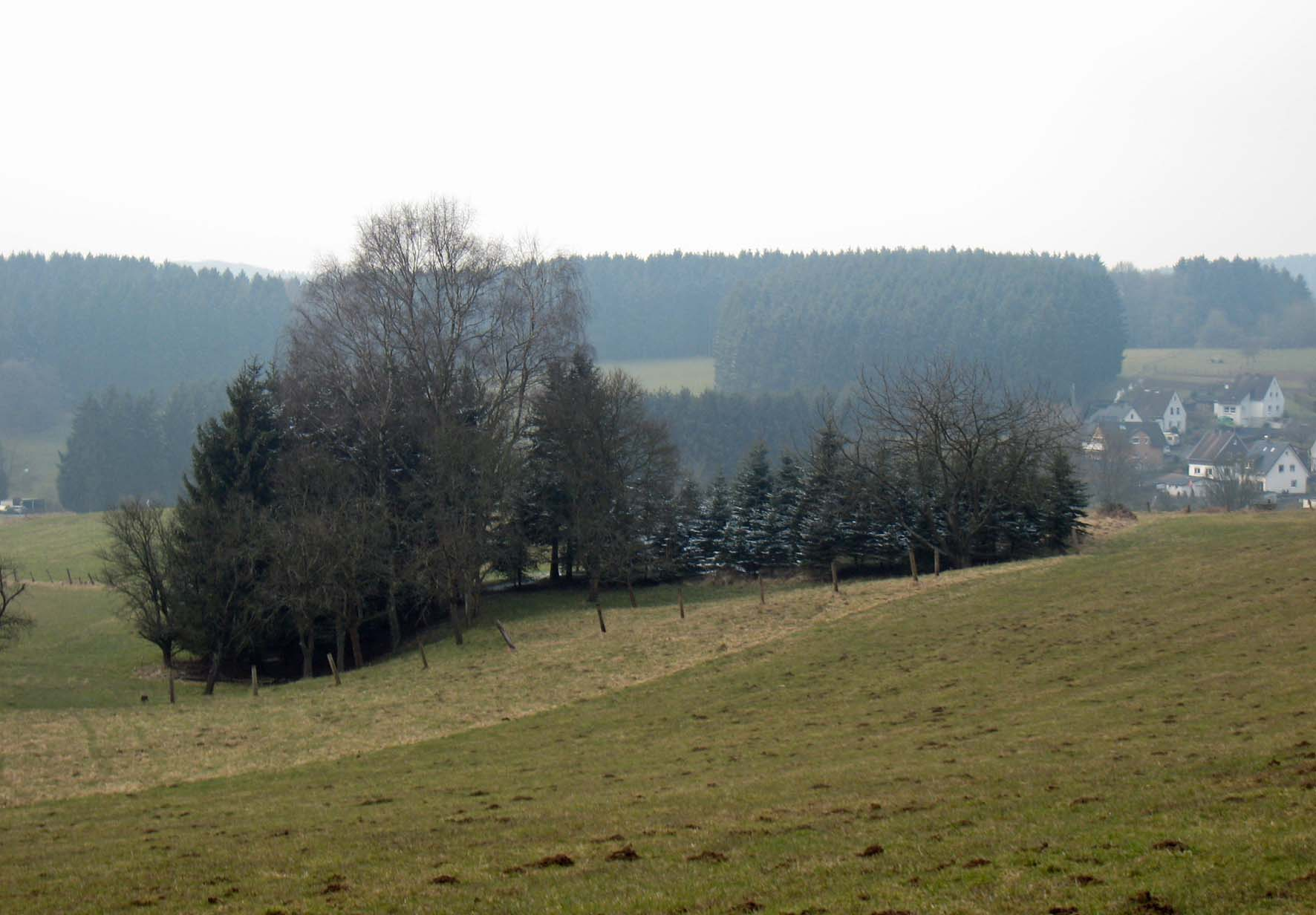
Die Bachschwinde in Miebach erkennt man auf der linken Bildseite mit Obstbäumen und Fichten bepflanzt.

Die in der Mulde zutage tretenden Gesteinsschichten, überwiegend Massen- und Plattenkalke mit einem ehemaligen Gehalt von Erzen, reichen vom unteren Eifelium (Mitteldevon) bis in das Famennium (Oberdevon). Chemische Verwitterungsprozesse führten zur Bildung von unauffälligen Dolinen und Verwitterungstaschen.
Große Teile der Paffrather Kalkmulde sind Karstgebiet, bei dem sich durch den überwiegend unterirdischen Wasserhaushalt fortgesetzt Veränderungen mit Hohlräumen ergeben, die oftmals bis an die Oberfläche reichen. In Miebach gibt es am südöstlichen Berghang eine Bachschwinde, in der das vom Berg abfließende Wasser in einer oberflächlichen leichten Mulde im Untergrund verschwindet und erst im Strundetal wieder austritt. 
Die Schichtenfolge ergibt sich aus dem rechts abgebildeten Muldenprofil, das anhand von leitenden Fossilienfunden hauptsächlich dem Frasnium und dem Givetium zugeordnet werden kann: Einen guten Überblick kann man sich verschaffen, wenn man das als Bodendenkmal ausgewiesene Geotop in der Schlade besucht. Dort sind auch Tafeln aufgestellt, die Erläuterungen zu den einzelnen Stationen abgeben und dabei auf die Gesamtsituation in der Kalkmulde eingehen.

### Frasnium
- Hombacher Schichten
- Tonschiefer
- Refrather Schichten
- Oberer Plattenkalk

### Givetium
- Hornstein-Partie
- Unterer Plattenkalk
- Bücheler Schichten
- Torringer Schichten
- Sandige Honseler Schichten

Als Böden überwiegen Lößlehme sowie tief- bis mittelgründige Verwitterungslehme. Der dem Kalkgestein eigene Wasserhaushalt, die dafür typische Flora und Fauna und die ergiebige Bodennutzung heben die Kalkmulde landschaftlich von der 
Umgebung deutlich ab. Dies betrifft insbesondere den Übergang zur westlich vorgelagerten Paffrather Kalkterrasse, die durch einen abgesunkenen Muldensockel unterhalb einer Kies- und Sanddecke charakterisiert wird.
Das im Norden, Osten und Süden umgebende Bergland weist im Gegensatz zur Kalkmulde vorwiegend Tonschiefer und Grauwacken auf. Die unterschiedliche Widerstandsfähigkeit der Gesteine innerhalb der Mulde spiegeln sich in Form von höher aufragenden dolomitisierten Kalkstein und Riffkalken wider.

## Fossilien

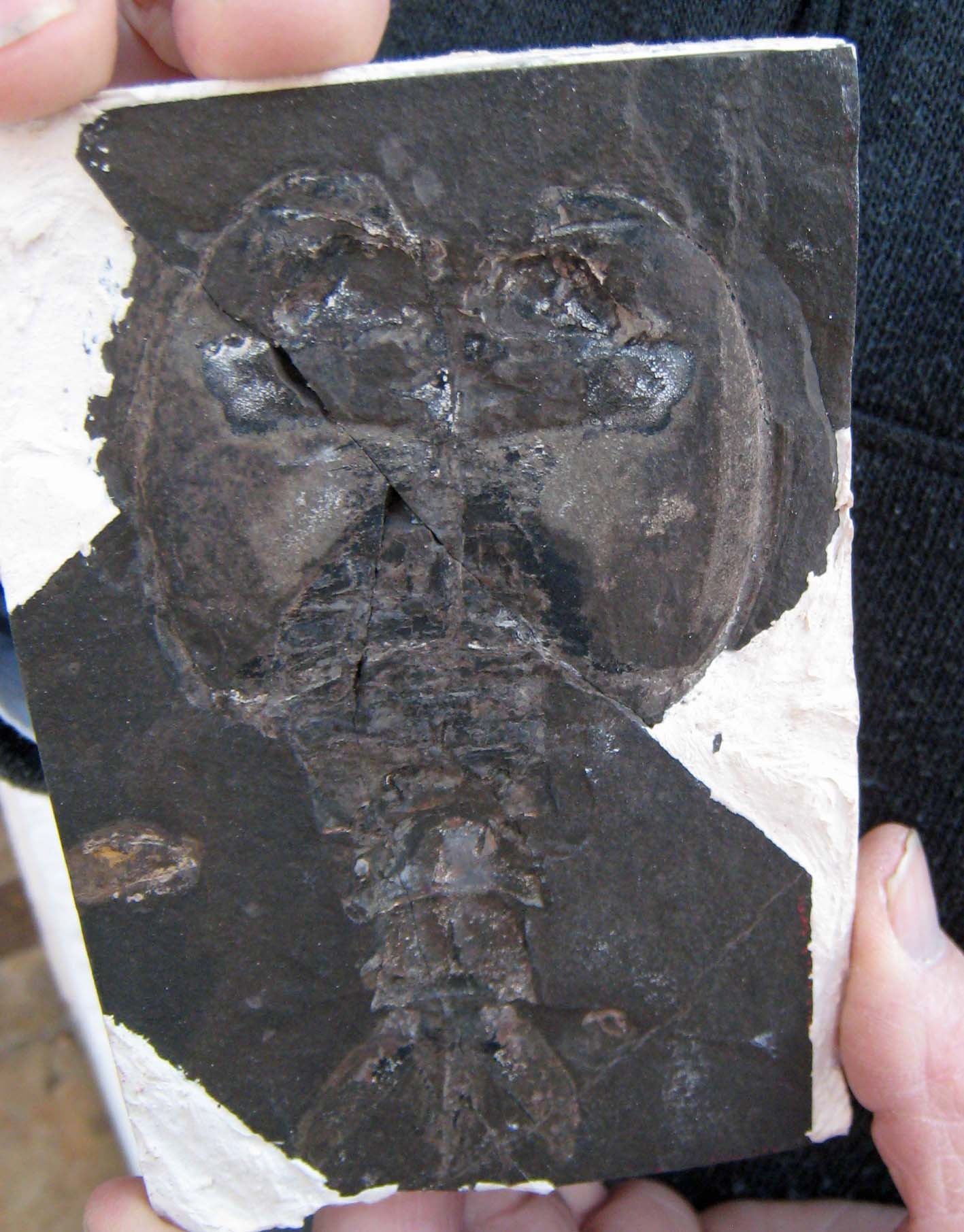
Der Krebs des Strundetals (lat.: Montecaris strunense) ist ein seltenes Fossil aus der Sammlung von Ulrich Jux.

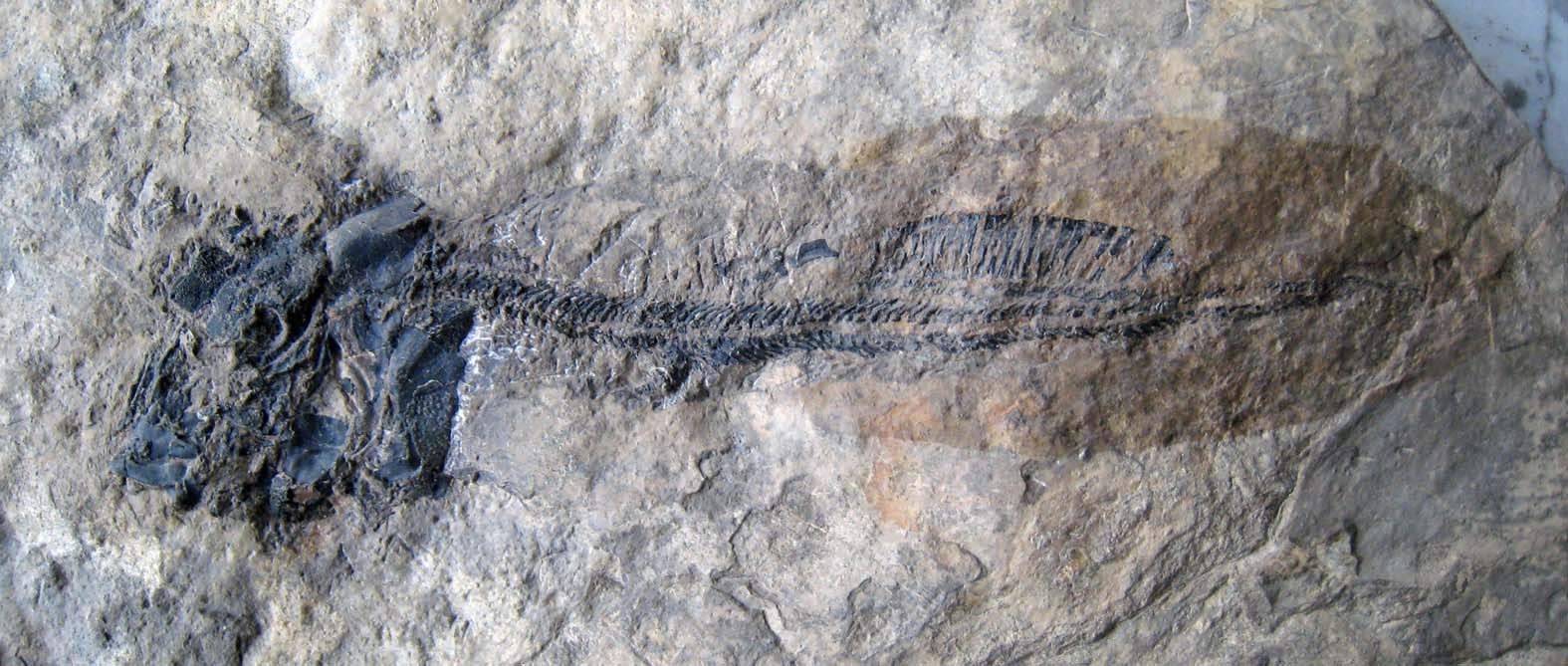
Ctenurella gladbachensis ist ein ca. 19 cm langer Panzerfisch aus dem Strundetal. Das Art-Epitheton bezieht sich auf den Fundort Bergisch Gladbach.

Die ausgezeichnete Fossilerhaltung machte diese Gegend geologisch weit über Deutschland hinaus bekannt. Bereits gegen Ende des 18. Jahrhunderts wurden paläontologische Untersuchungen mit Material aus der Paffrather Mulde publiziert. Die alten Steinbrüche auf dem Gebiet, in denen noch vor 100 Jahren Kalksteine und Dolomit abgebaut wurden und die als ausgezeichnete Fundstellen für Fossilien dienten, sind seit langem aufgelassen. Fossilfunde sind hier zwar noch möglich, in der Regel aber selten. Eine sehr bedeutsame Fundstelle neuerer Zeit war 1970 der Neubau des Kreishauses in Bergisch Gladbach-Heidkamp. Im Zentrum der Paffrather Mulde wurde hier die bis dahin noch unbekannte Knoppenbissen-Formation des Famenniums angeschnitten. 
Die früher im Bergisch Gladbacher Bürgerhaus Bergischer Löwe ausgestellte Sammlung von Fundstücken aus der Paffrather Kalkmulde ist aus Kostengründen überwiegend in den Kellerräumen der Villa Zanders eingelagert worden. In der Ausstellung im Bergischen Löwen befindet sich nur eine kleine Auswahl an Fossilien.

## Forschungsgeschichte
Die Untersuchung der Geologie der Paffrather Kalkmulde begann bereits in der ersten Hälfte des 19. Jahrhunderts. 1837 untersuchte Heinrich Ernst Beyrich erstmals die Stratigraphie der Kalkmulde und teilte die Abfolge in eine ältere und eine jüngere ein. In der zweiten Auflage der Lethaea Geognostca (1851–1856) des Heinrich Georg Bronn erfolgte die Zuordnung der beiden Schichten in das Mitteldevon. 1842 vermuteten Roderick Murchison und Adam Sedgwick bereits eine Muldenstruktur.
Der besondere Reichtum an Fossilien in der Kalkmulde zog zahlreiche paläontologische Forscher in das Gebiet. Zu nennen wären Franz Beuth, Johann Samuel Schröter, August Goldfuß, Adolphe d’Archiac und Édouard de Verneuil.
Eine erste systematische Aufnahme der Schichtenfolge erfolgte durch den Geologen Georg Meyer 1879, der zur zeitlichen Bestimmung auch die paläontologische Erkenntnisse verwendete. Obwohl seine Bestimmung im Detail unstimmig war, so erfasste er zuerst die besondere Schichtfolgen des Forschungsareals und bestätige die 1842 von Murchison & Sedgwick getroffene Annahme bezüglich der Muldenstruktur und die Altersbestimmung Beyrichs. Weitere Bearbeiter wie Fritz Frech (1886) und E. Schulz (1883) bestätigten Meyers Ergebnisse, führten aber teilweise auch durch ihre Ergebnisse in die Irre. Frank Winterfeld (1896) bezweifelte die Forschungen der Nachfolger Meyers und setzte sich kritisch mit dessen Ergebnissen selbst auseinander, die er im Prinzip bestätigte, aber im Detail korrigierte.
Winterfelds Untersuchungen, die von Gotthard Fliegel 1923 im Rahmen seiner geologischen Aufnahme des Rheinlands kartiert wurden, ergaben schließlich die richtige Profil-Zuordnung der Schichtungen. Auch Einlagerungen von Riffkalken, die Meyer bereits auffielen aber nicht von ihm eingeordnet werden konnten, wurden durch Winterfelds Studien den richtigen Schichten zugeordnet. Fliegel wiederum führte in seiner Kartierung neue Bezeichnungen für die gefundenen Schichten ein, die dann auch Aufnahme in das offizielle geologische Kartenwerk 1:25.000 fanden. 1963 revidierte Ulrich Jux die Benamungen Fliegels und fasste sie gemäß zeitgenössischen geologischen Kenntnissen neu zusammen. Die neueren geologischen Karten beruhten auf dessen Forschungsarbeit.
Im Januar 2000 führte der Geologische Dienst Nordrhein-Westfalen eine 500 m tiefe Probebohrung durch, mit deren Hilfe nach über 200 Jahren geologischer Forschung die Gesteinsfolge aufgrund der Funde von Leitfossilien, hauptsächlich Conodonten, abschließend festgelegt werden konnte.

## Bergbau
Bei der Ablagerung der mittel- und oberdevonischen Schichten fixierten sich Schwermetallmengen im Gestein. Sie konnten durch salinare und höhertemperierte Lösungen aus dem Gestein ausgelaugt und mobilisiert werden. Das Meerwasser der tertiärzeitlichen Überflutungen der Nordsee löste die Metall-Ionen aus. Mit der Dolomitisierung der Kalksteine war ein Volumenschwund verbunden, der es den erzhaltigen Lösungen erleichterte, in das Gestein einzudringen. Dort kam es zu Stoffaustausch und zu Umkristallisationen. Bei diesem Prozess wurden Eisen, Zink in Form von Galmei, Arsen und Mangan freigesetzt, wodurch sich entsprechende Lagerstätten bildeten.
Im Bensberger Erzrevier wurden im Bereich der Paffrather Kalkmulde in der zweiten Hälfte des 19. Jahrhunderts um 60 Erzgruben und 14 Braunkohlegruben verliehen. Zu den größten Erzgruben gehörten die Gruben Consolidierte Catharina II, Luther, Eduard & Amalia, Prinz Wilhelm, Britannia und Albert.

## Naturschutzgebiete
Folgende Naturschutzgebiete liegen in oder an der Paffrather Kalkmulde.
- Naturschutzgebiet Die Schlade
- Naturschutzgebiet Ehemaliger Kalksteinbruch bei Eichhof
- Naturschutzgebiet Kalkbuchenwald zwischen Hove und Weyermühle
- Naturschutzgebiet Steeger Berg
- Naturschutzgebiet Strundetal